# Минералургия
Минералурги́я (англ. minerallurgy; нем. Mineralurgie f; фр. minerallurgie) — раздел горных наук, который разрабатывает теорию процессов и технологию получения из полезных ископаемых кондиционной минеральной продукции для непосредственного использования и дальнейшей переработки.
Минералургия является теоретической базой обогащения полезных ископаемых, а также включает ряд новых направлений (рудоподготовка, селективное раскрытие минералоов, направленная смена природных свойств минералов, химическое обогащение и синтез техногенных минералов), специальные методы обогащения.
Минералургия позволяет найти научно обоснованные пути разработки эффективной, малоэнергоёмкой технологии переработки бедных, труднообогащаемых руд с полным извлечением полезных компонентов и комплексным использовавнием сырья, включая утилизацию отходов производства.
Минералургия охватывает весь комплекс операций первичной переработки полезных ископаемых в том числе рудоподготовку, обогатительные процессы концентрирования и разделения минералов механическими, физическими и физико-химическими способами, химическим обогащением, процессы обезвоживания и окускования, а также ряд других операций, необходимых для достижения заданных кондиций по содержанию полезных компонентов и примесей, гранулометрическому составу, влажности и другим параметрам качества конечных продуктов (концентратов).
Минеральное сырьё может подвергаться химическо-металлургической переработке с получением материалов (металлов, химических веществ) или направляться на механическую и другие виды обработки.